# Oleh Kozerod
Oleh Kozerod (Poltava, 22 oktober 1970) is een Oekraïense historicus, politicoloog en journalist.

## Biografie
Oleh Kozerod studeerde aan de Universiteit van Kharkiv. Hij verdedigde zijn PhD-proefschrift aan de Nationale Universiteit van Dnipro, en zijn LittD-proefschrift aan de Nationale Universiteit van Donetsk. Hij is vicepresident van het Centrum voor de Studie van Europese Democratie in Brussel en adviseur van verschillende Europese politici.